# ピュオーラ
ピュオーラは、花王が発売しているオーラルケア用品（口中清涼食品を含む）のブランド名である。

## 概要
「口内環境 清浄化宣言」、「ネバネバお口から、サラサラお口へ」のキャッチフレーズで2006年9月に発売。「エリスリトール」という糖アルコールを清浄剤として含んでおり、むし歯・歯肉炎・口臭の原因となる歯垢や舌苔などの細菌の集合体に素早く浸透し、分散しやすくすることが特徴である。当初はハミガキと洗口液のみで、2007年3月にハブラシを発売した。
「ピュオーラ」の名前の由来は、PURE（清浄な）とORAL（口内環境）からきていて、PURE+AURA（気、雰囲気）ともかけているとされる。

## 沿革
- 2006年9月 - 「ピュオーラ」発売開始。当初は「ハミガキ」と「洗口液」の2アイテムで、それぞれに「クリーンミント」と「ワイルドミント」を設定していた。
- 2007年
  - 3月 - 「ハブラシ」を発売。
  - 10月 - タブレットタイプの口中清涼食品「お口さらさらタブレット」発売。
- 2008年9月 - 「ハミガキ」のエリスリトールを増量するとともに、2種類の殺菌剤（塩化セチルピリジニウムとトリクロサン）を配合する処方改良を行いリニューアルすると同時に、ハミガキ（クリーンミント）とハブラシ（コンパクト ふつう）をスタンディングケースに収めた携帯用セット「オフィス&トラベル」を発売。補充用として「ハミガキ（クリーンミント）」の30g×2本入りも合わせて発売された。
- 2009年2月 - エリスリトール、トリクロサンに天然由来の光沢剤・フィチン酸を配合した「ナノブライト ハミガキ」を追加。同時に、「洗口液」も2種類の殺菌剤を配合してリニューアル。
- 2010年10月 - 「ハミガキ」に、アミノ酸系洗浄剤（ミリストイルグルタミン酸ナトリウム）を配合して処方改良するとともに、標準サイズは内容量を15g増量し、外箱を省いた。なお、「カシスミント」は「フレッシュカシス」に改名した。
- 2011年
  - 2月 - 「洗口液」に湿潤剤のプルランを配合する処方改良を行いリニューアルし、同時に「ナノブライト 液体ハミガキ」を発売。
  - 8月 - 「ナノブライト ハミガキ」にブライトクリア成分ピロリン酸ナトリウム（清掃助剤）を配合するとともに、「ハミガキ」同様に外箱を廃止し内容量を15g増量した新パッケージとなり、リニューアル。併せて、「ハブラシ」もリニューアルし、従来設定していた「かため」に替わり、「やわらかめ」を設定した。
- 2012年9月 - 「ハミガキ」に、クレンジング成分（清掃助剤：無水ピロリン酸ナトリウム）を配合する処方改良を行いリニューアル。
- 2013年9月 - 洗浄成分ピロリン酸4Naと清掃剤エリスリトールを配合し、天然コットン原料100%のシートに含ませたウエットシート「歯みがきシート」を発売。同時に、「洗口液」はW洗浄剤（グリセリン脂肪酸エステル、ショ糖脂肪酸エステル）配合する処方改良を行ってリニューアルし、また「ハミガキ」「ハブラシ」もパッケージデザインをリニューアルした（中味変更は無し）。
- 2014年
  - 5月 - 「歯みがきシート」に15枚入りを追加発売し、同時に8包入り（個包装タイプ）はパッケージリニューアル。
  - 10月 - 米ぬか由来成分のγ-オリザノール（コーティング剤）とシアバター（湿潤剤）を配合した薬用ハミガキ「ピュオーラ アクア」を発売。
- 2015年10月 - 「ハミガキ（115g）」・「ナノブライト ハミガキ」をリニューアル。トリクロサンを省く処方改良を行い、「ワイルドミント」は「ストロングミント」に、「フレッシュカシス」は香味を改良して「マイルドハーブ」にそれぞれ改名。併せて、「洗口液」もパッケージリニューアルし、「ハミガキ」に合わせて「ワイルドミント」は「ストロングミント」に改名した。また、同年秋には「ハミガキ クリーンミント（30g×2本パック）」、「ナノブライト 液体ハミガキ」、「ハブラシ」、「オフィス&トラベル」もリニューアルした（「ナノブライト 液体ハミガキ」と「ハブラシ」はパッケージデザインの変更(「ナノブライト 液体ハミガキ」はボトル形状も変更)のみで、中身の変更は無し）。
- 2016年
  - 6月 - 「ハミガキ」をリニューアル（クリーンミントの30g×2本パックは2016年春に自然切替）。歯周病（歯肉炎・歯周炎）予防成分のGK2（グリチルリチン酸ジカリウム）が配合され、「マイルドハーブ」は香味の改良も行われた。
  - 9月 - 「洗口液」をパッケージリニューアル。特に、「ストロングミント」はボトルの色を緑から黒に変更した。
- 2017年
  - 4月 - 「ハミガキ」をリニューアル（クリーンミントの30g×2本パックは2017年春に自然切替）。洗浄剤のラウロイルグルタミン酸Naが配合され、併せて、「ストロングミント」はパッケージ正面下部の帯の色を緑から黒に変更された。
  - 10月 - 「ハブラシ」に「薄型コンパクト」を追加発売。併せて、「超コンパクト」・「コンパクトスリム」・「コンパクト」もブルー基調のパッケージデザインに変更してリニューアル。
- 2018年
  - 4月 - 泡タイプの液体ハミガキ「泡で出てくるハミガキ」を発売。
  - 9月 - 「ハミガキ」を処方変更するリニューアル（クリーンミントの30g×2本パック及び「オフィス&トラベル」は2018年秋に自然切替）。同時に「ナノブライト ハミガキ」と「洗口液」はパッケージデザインを変更するリニューアルが行われ、「洗口液」は大容量サイズの850mlが追加発売された。
- 2019年
  - 4月 - 薬用ハミガキ「GRAN（グラン） マルチケア」、「GRAN ホワイトニング」を発売。同時に、泡タイプの液体ハミガキ「泡で出てくるハミガキ」は新香味「マイルドグリーン」を発売し、既存品はパッケージデザインが変更され「フレッシュミント」の香味名が付いた（同年春に自然切替）。
  - 10月 - 薬用ハミガキ「GRAN 知覚過敏症状ケア」を発売。
- 2020年
  - 4月 - 「GRAN ハブラシ ていねい磨き」を発売。本品は歯ブラシでは珍しい袋入包装となる。
  - 9月 - 「ハミガキ」をリニューアル（クリーンミントの30g×2本パックは2020年秋に自然切替）。洗浄成分を増量する処方改良が行われたほか、全てのフレーバーに170g入りの「BIGサイズ」を追加設定し、2容量（クリーンミントは3容量）となる。併せて、「ナノブライト ハミガキ」も「ハミガキ」に準じたパッケージデザインに変更するリニューアルが行われた。
  - 10月 - 抗炎症剤や清掃剤に天然由来成分を使用し、清涼感を控えめ、低発泡設計とした薬用ハミガキ「GRAN いたわり歯ぐきケア」とブランド初のデンタルフロス「GRAN 2WAYフロス」を発売。同時に、「GRAN マルチケア」、「GRAN ホワイトニング」、「GRAN 知覚過敏症状ケア」の3品もパッケージデザインを変更してリニューアルした。
- 2021年4月 - 「GRAN ハブラシ いたわり磨き」を発売。同時に、「ハブラシ」全品（超コンパクト・コンパクトスリム・コンパクト・薄型コンパクト）のパッケージデザインを変更してリニューアルされた。
- 2022年10月 - 「GRAN」を除くシリーズ全品をリニューアル。
  - ハミガキは従来のGK2（グリチルリチン酸二カリウム）から抗炎症成分BGA（β-グリチルレチン酸）に変更され処方改良。
  - ハブラシはヘッドの厚さを2.5mmに薄型化され、薄型コンパクト以外はハンドルデザインも変更。「コンパクトスリム」は名称を「スリム幅」に変更した。
  - オフィス&トラベルセットは前述のハミガキとハブラシの改良に合わせて製品改良。
  - 泡ハミガキ、ナノブライト ハミガキ、ナノブライト 液体ハミガキ、洗口液（クリーンミント・ライムミント）、歯みがきシートはパッケージデザインを変更。併せて、泡ハミガキは外装が省かれた。
- 2023年
  - 4月（一部店舗は同年3月最終週） - 新シリーズ「PureOra36500（ピュオーラ サンロクゴマルマル）」を立ち上げ、「薬用ハグキ高密着クリームハミガキ」、「薬用マルチケアペーストハミガキ」、販売店限定品「トータルケアデンタルリンス」の3種を発売。「薬用ハグキ高密着クリームハミガキ」はハミガキ剤で日本初となるつけかえ式容器を採用。「トータルケアデンタルリンス」と合わせてつけかえ用も設定される。
  - 5月 - 「PureOra36500 薬用歯の根元コートジェルハミガキ」を販売店限定で発売。
  - 10月 -
    - 「バリア ジェルハミガキ」を発売。併せて、「ハミガキ」・「ナノブライト ハミガキ」・「ハブラシ」をパッケージリニューアル（「ナノブライト ハミガキ」のみJANコードも変更される）。その際、「PureOra」の英字ロゴが「PuraOra36500」に準じたロゴとなる。
    - 「PuraOra36500」に「濃密泡ハミガキ」を追加発売。
- 2024年
  - 4月 - 「PureOra36500」にハブラシ4種類（1本1本磨き、歯周ポケットクリーナー、やわふわ濃密磨き、ハグキ キュッと押しマッサージ）を追加発売。
  - 10月 - 「ハミガキ」・「ハブラシ」をリニューアル。「ハミガキ」は処方改良を行うとともに「マイルドハーブ」は約9年ぶりに「フレッシュカシス」へ変更の上で復活。「ナノブライト ハミガキ」は高濃度フッ素処方（同時に6歳未満への使用が不可）となり、「美白ケア ハミガキ」へ製品名を変更。「バリア ジェルハミガキ」もパッケージデザインが変更された。「ハブラシ」は「すき間PRO コンパクト」を追加すると共に他の既存品のパッケージデザインが変更され、「薄型コンパクト」は「奥歯PRO 薄型コンパクト」へ製品名を変更した。

## 製品
製造終了品
- 薬用ピュオーラ アクア ハミガキ【医薬部外品】 - 2017年3月製造終了
- 薬用ピュオーラ アクア ハミガキ ミントつよめ【医薬部外品】 - 2017年3月製造終了
- ピュオーラ お口サラサラ タブレット（クリーンミント、シャルドネミント） - 2010年3月製造終了
- ピュオーラ ハブラシ 超コンパクト かため - 2011年8月製造終了
- ピュオーラ ハブラシ ぴったりスリム かため - 2011年8月製造終了
- ピュオーラ ハブラシ コンパクト かため - 2011年8月製造終了
- PureOra36500 薬用トータルケアデンタルリンス【医薬部外品】 - ポンプタイプの液体ハミガキ。つけかえ方式を採用しており、つけかえ用も設定されていた。2024年9月末製造終了
- ピュオーラGRAN いたわりハグキケア エアリーミント【医薬部外品】 - 2022年10月末製造終了
- ピュオーラGRAN いたわりハグキケア アロエシトラス【医薬部外品】 - 2022年10月末製造終了
- 薬用ピュオーラ 洗口液 ストロングミント【医薬部外品】 - 2022年10月末製造終了
- ピュオーラGRAN 2WAYフロス - 2022年10月末製造終了
- ピュオーラGRAN マルチケア【医薬部外品】 - 2023年3月末製造終了、「PureOra36500 薬用マルチケアペーストハミガキ」が代替品となる。
- ピュオーラGRAN ホワイトニング【医薬部外品】 - 2023年3月末製造終了、「ディープクリーン 薬用ハミガキ つや美白」へ統合。
- ピュオーラGRAN 知覚過敏症状ケア【医薬部外品】 - 2023年3月末製造終了、「ディープクリーン 薬用ハミガキ しみる歯ケア」へ統合。

## CMキャラクター

### 現在
- 吉沢亮（2024年10月～）[1]

### 過去
- 彩輝なお
- 田中麗奈
- 内田有紀
- 真矢みき
- 飯島直子
- マツコ・デラックス
- 石橋静河
- 田中みな実